# Новий музей Нюрнберга

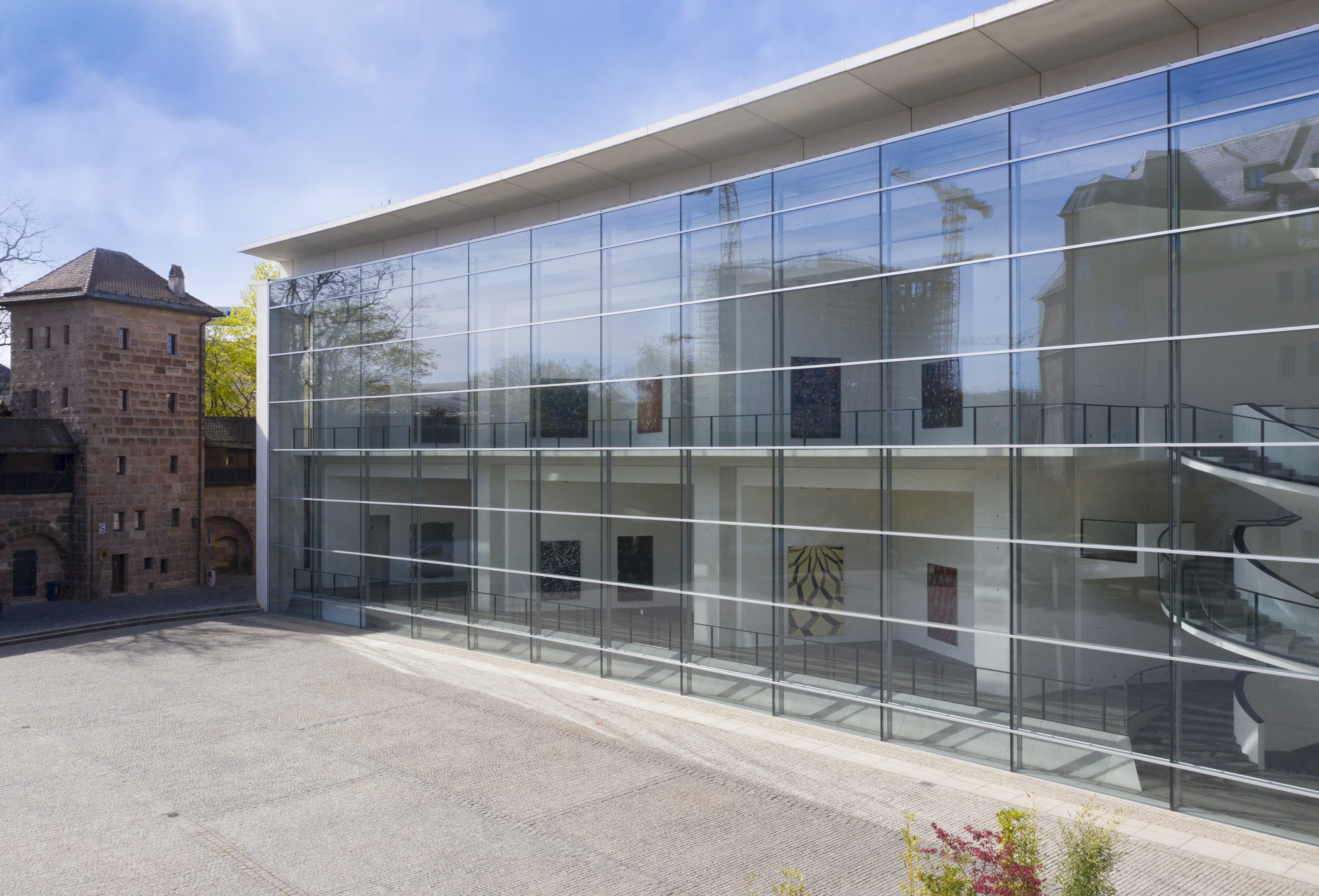
Зовнішній вигляд будівлі музею (2021)

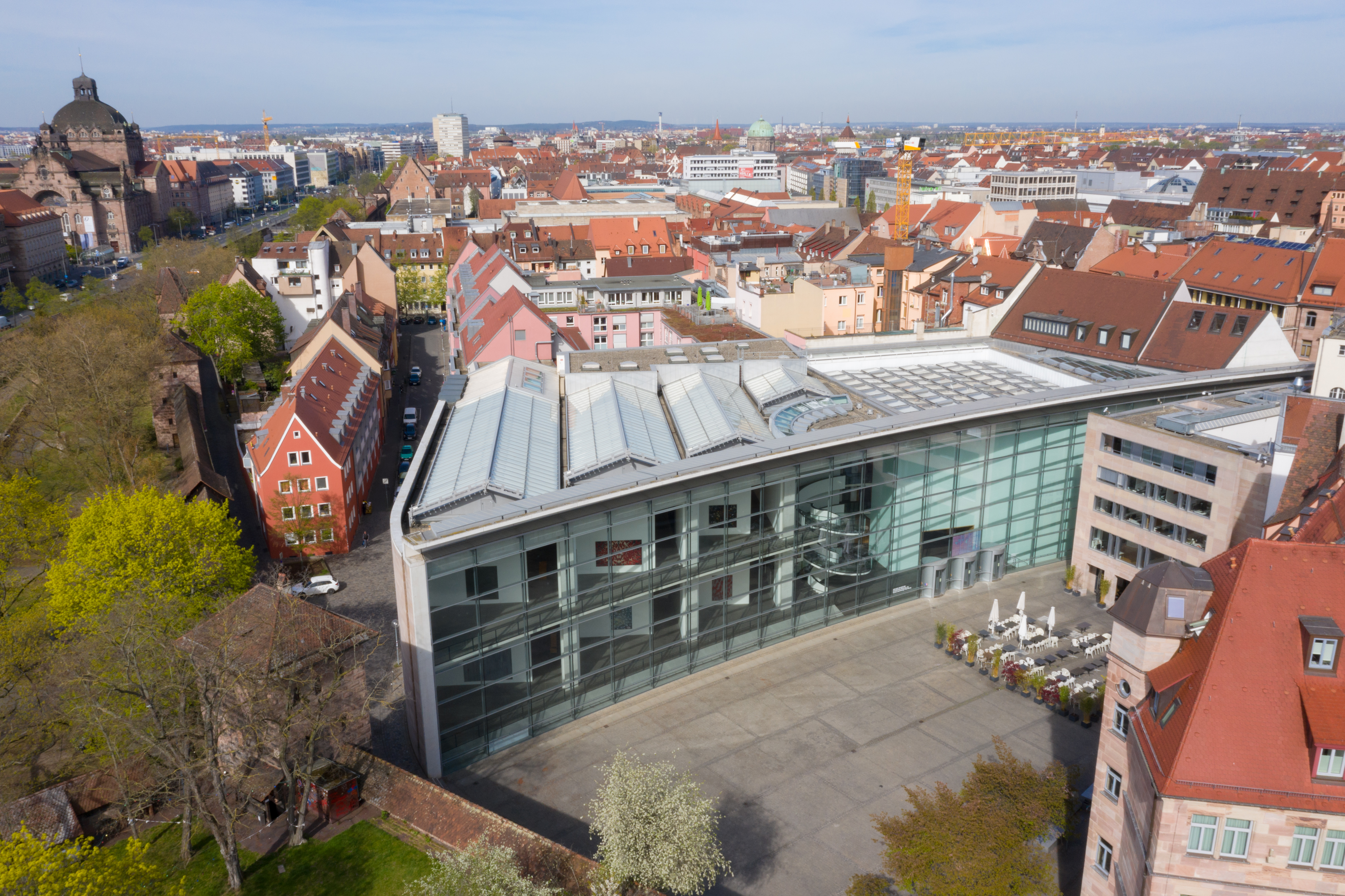
Вид на будівлю музею (2021)

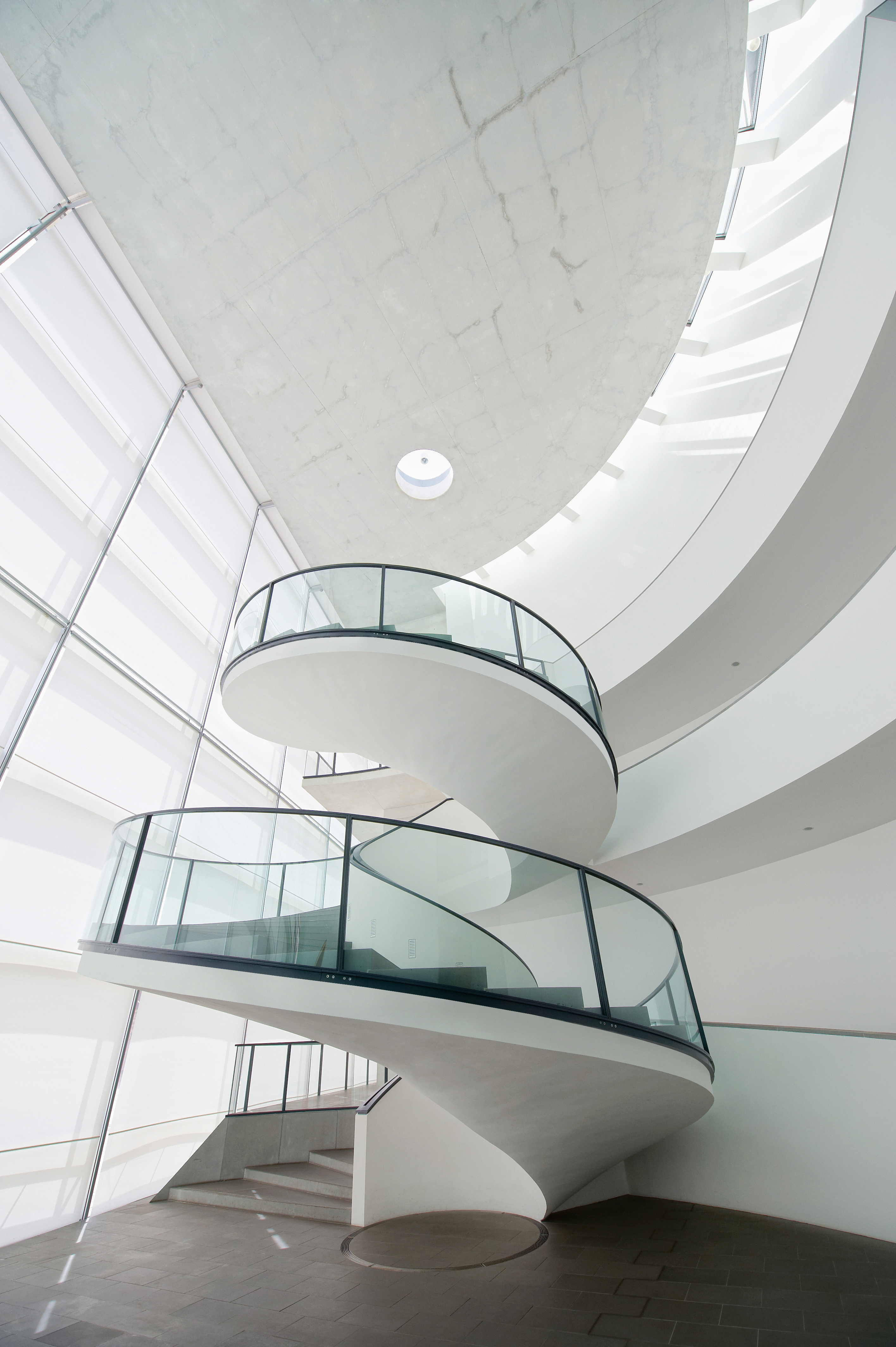
Архітектура Фолькера Штаба

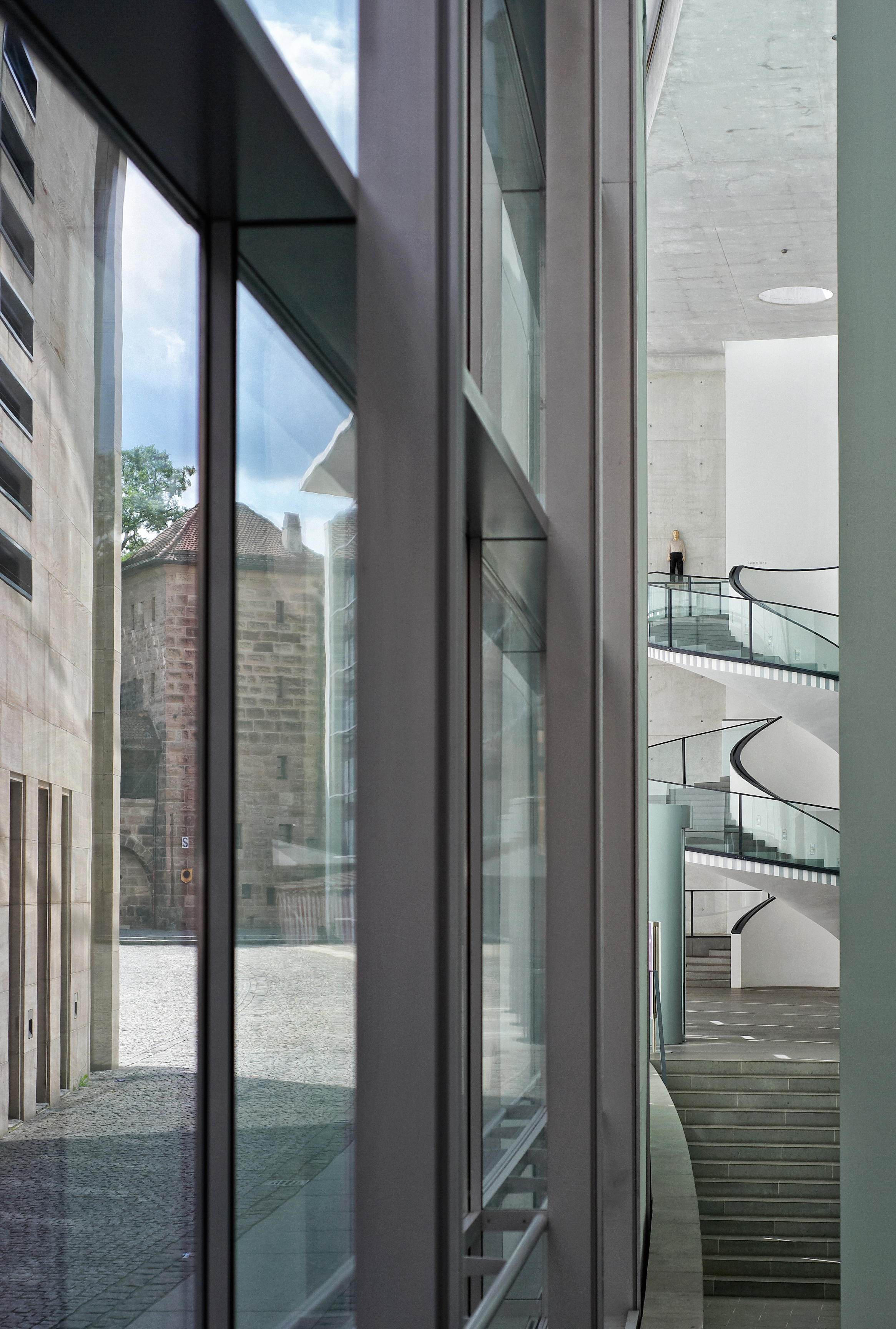
У Новому музеї Нюрнберга

49°26′52″ пн. ш. 11°04′48″ сх. д. / 49.4478° пн. ш. 11.08° сх. д.
Новий музей — Державний музей мистецтва та дизайну в Нюрнберзі, також Новий музей Нюрнберга, скорочено NMN (Das Neue Museum — Staatliches Museum für Kunst und Design in Nürnberg) — державний музей мистецтва та дизайну в Нюрнберзі. Це установа Вільної держави Баварія.
Основою художньої колекції є колекція міжнародного сучасного мистецтва міста Нюрнберг, яку збирали з 1967 року і відтоді розширювали за рахунок різних приватних фондів і позичених для експозиції творів, а також численних нових придбань. Презентація міжнародного сучасного мистецтва містить вибрані приклади важливих етапів у розвитку міжнародної історії мистецтва з середини 20 століття до сьогодні. Відділ дизайну співпрацює з Die Neuesammlung, державною колекцією дизайну в Мюнхені. Новий музей у Нюрнберзі представляє вибрані приклади світової історії дизайну з 1945 року до наших днів.

## Історія
Художня колекція Нового музею розвинулася на основі колекції, створеної Дітріхом Малоу в Кунстгалле Нюрнберга в 1960-х роках. Метою колекції є міжнародне сучасне мистецтво з 1950-х років.
У 1987 році була заснована громадська ініціатива «Музей 20». Століття Нюрнберг e. В. на заснування музею мистецтва 20 ст. Century під керівництвом Райнера Бека та з 1989 року Карла Герхарда Шмідта. Останній залучив Нюрнберзький інститут сучасного мистецтва та його контакти. З 1989 року ініціатива збирає сучасне мистецтво, щоб зробити його доступним для музею. Тепер він носить назву «Музейна ініціатива друзів і прихильників Нового музею» і продовжує підтримувати діяльність музею та розширення колекції.
У 1990 році уряд землі Баварія вирішив побудувати музей сучасного мистецтва в Нюрнберзі як перший державний художній музей у Баварії за межами столиці Мюнхена. Внесок у розмірі 3,3 мільйона німецьких марок був зібраний спонсорами з регіону за участю Культурного фонду Нюрнберзької промислово-торговельної палати. У 1991 році архітектор Фолькер Штааб виграв конкурс на головну будівлю на Площі Клариси зі стометровим скляний фасад, який, попри його сучасну архітектуру, загалом, як вважають, ефектно вписується в історичний центр міста. Церемонія закладки відбулася 11 вересня 1996 року, а завершення будівництва — в жовтні 1999 року. Музей відкрився 15 квітня 2000 року під керівництвом директора-засновника Луціуса Грізебаха.
Ще до відкриття основну міську колекцію розширили коштом великих пожертвувань робіт німецьких художників з 1960-х років із приватної колекції нюрнберзьких галеристів Маріанни та Гансфріда Дефетів. У перші кілька років також було близько 150 робіт, наданих тимчасово для експозиції з міжнародної колекції берлінського галериста та куратора Рене Блока та з 2002 по 2005 також 200  робіт близько 70 переважно американських художників з колекції кельнського галериста Рольфа Ріке. Відтоді подальші покупки, пожертви та позики постійно розширювали колекцію.
За перші двадцять років існування (з 2000 року до кінця 2019 року) музей нарахував 1 485 477 відвідувачів і має фонд з 4 500 творів. Музей включає роботи Енді Воргола, Йозефа Бойса, Нео Рауха та інших. Картина «Телефон» Річарда Лінднера 1966 року вважається однією з центральних робіт у художній колекції.
Музей опікується, серед іншого, маєтком художника Герхарда Вендланда.

## Нові придбання, подарунки та позичені твори мистецтва
- Великі пожертви 1999, 2000, 2004 та 2016 років від підприємців, колекціонерів мистецтва та галеристів Маріанни та Гансфріда Дефетів з Нюрнберга
- З кінця лютого 2003 року в нижньому фоє стоїть скульптура «Еліптична колона» художника Тоні Крегга заввишки 4,50 метра.
- Фотографія «Підкладка 1І» 2002 року художника Томаса Раффа
- Німецько-американський художник Карл Гаґедорн незадовго до своєї смерті в 2005 році подарував NMN велику картину з трьох частин «Психограма».
- У 2004 році музей придбав картину «Випадковий розподіл 40 000 квадратів», а в 2006 році картину «2 трамваї 0°-90°» Франсуа Морелле
- 2012: Єппе Гайн. Шестикутний водний павільйон, інсталяція фонтану на Кларіссенплац перед музеєм. У 2013 році придбання Шестикутного водного павільйону стало можливим завдяки щедрій підтримці фондів і пожертвувань для Нового музею. Водна інсталяція Єппе Гайна була показана на Klarissenplatz перед Новим музеєм загалом п'ять разів (з 2012 по 2015 та 2017 роки). Крім того, мистецький фонтан тимчасово встановили на інших площах Нюрнберга (у 2016 році перед Нюрнберзьким державним театром, у 2018 та 2019 роках на площі Ауфзесплац). Від самого початку було спеціально заплановано виїзну презентацію фонтану.
- У 2013 році музей отримав у постійну оренду 69 творів із колекції Бекмана. Серед них 28 картин Герхарда Ріхтера, таким чином Новий музей має третьою за величиною колекцію Ріхтера у світі.[4] Також представлені твори Готхарда Граубнера, А. Р. Пенка і художника Ізи Генцкена.

## Сад скульптур
Муніципальний сад скульптур у Новому музеї в Нюрнберзі в Цвінгері між Штернтором і Фрауентором розташований лише за кілька кроків від Нового музею. Він був відкритий у 2004 році і містить дев'ять скульптур художників Хіромі Акіями, Йоганнеса Бруса, Бернда Клетцера, Альфа Лехнера, Горста Мюнха, Карла Прантля, Ульріха Рюкріма, Альфа Шулера та Тімма Ульрікса. Скульптури здебільшого встановили самі художники під віковими деревами чи на стінах і є у вільному доступі в години роботи музею.